# Eendenbloedzuiger
De eendenbloedzuiger (Theromyzon tessulatum) is een bloedzuiger behorend tot de familie Glossiphoniidae. Het is een hematofage bloedzuiger, gevonden in zoetwaterhabitats in Europa. Het leefgebied van de eendenbloedzuiger is stilstaand water. De soort komt bijna kosmopolitisch voor. Ze dringen in de neusgaten van watervogels en kan zo de ademhaling van de vogels bemoeilijken. Hij kan van vorm veranderen waardoor hij lijkt op een klodder snot.

## Kenmerken
De cuticula van T. tessulatum is transparant, olijfgroen of bruinachtig van kleur, waarbij grotere exemplaren vaak zes longitudinale rijen kleine gele vlekken vertonen. Deze bloedzuiger is actief en verandert regelmatig van vorm, tot 6 cm (2,4 inch) lang wanneer hij is uitgeschoven. De achterste zuignap is breed en opvallend, maar de voorste zuignap is klein en onzichtbaar wanneer het dier van bovenaf wordt bekeken. De dieren hebben vier opeenvolgende paar ogen.

## Levenswijze
Eendenbloedzuigers leven ongeveer een tot twee jaar. Zoals alle bloedzuigers zijn eendenbloedzuigers hermafrodieten die paren in april, mei of juni. Om dit te doen, verstrengelen ze elkaar en voeren ze een langdurige paringshandeling uit waarbij pseudospermatophores - in tegenstelling tot de meeste soorten uit de familie Glossiphoniidae - worden overgebracht naar de vrouwelijke genitale opening. Bij de partnerbot verlaat het sperma de pseudospermatofoor en zwemt naar de eicellen. Ongeveer 10 dagen na de paring worden in mei, juni of juli tot 200 bevruchte eieren gelegd in 2 tot 5 peervormige cocons - in één tot 80 eieren - die door het clitellum worden gevormd en aan het substraat worden vastgemaakt. De moeder broedt de eieren uit in de cocons totdat kleine bloedzuigers uitkomen en zich met haar achterste zuignap aan de buik van de moeder hechten. De moeder, die zelf niets meer eet, zoekt nu een gastheer en hecht zich aan haar keelholte. De jongen verhuizen van hun moeder naar de keelholte van de watervogels, waar ze in groten getale hun eerste bloedmaaltijd krijgen en zijn voortaan op zichzelf aangewezen. De jongen blijven tot anderhalve maand bij hun moeder. Als hij geen gastheer vindt, wordt hij vaak opgegeten door een watervogel. De jongen hechten zich aan de slokdarm van de vogel die de moeder opeet en zo vinden ze hun eerste gastheer.

## Taxonomie
De bloedzuiger werd volledig in het Latijn beschreven door Otto Friedrich Müller in zijn werk Vermium terrestrium et fluviatilium uit 1774 op pagina 45 in het deel "Helminthica". Müller noemde het Hirudo tessulata, maar het geslacht Hirudo werd later verdeeld in meerere genera.